# Бейерлейн, Франц Адам
Франц Адам Бейерлейн (нем. Franz Adam Beyerlein; 1871—1949) — немецкий юрист, писатель и драматург.

## Биография
Франц Адам Бейерлейн родился 22 марта 1871 года в городе Мейсене.
Получил образование в университетах Фрейбурга и Лейпцига, в области права, политических наук и истории. Затем переехал на постоянное жительство в Лейпциг, где, вместе с единомышленниками, основал в 1895 году литературное общество.
В 1903 году Франц Адам Бейерлейн, до этого практически никому не известный автор, своим романом «Jena oder Sedan», сразу обратил на себя внимание. Сам автор называл своё произведение «романом из казарменной жизни». Будучи не понаслышке знакомым с военной средой, Бейерлейн постарался дать максимально полное описание «воинской службе», осветить её болезненные места, вывести типичных представителей разнообразных оттенков военного мира, как солдат, так и офицеров. Судя по отзывам читателей и критиков, эта задача была автором выполнена удачно. В романе довольно наглядно показано, как изменился общий дух германской армии за тридцать с лишним лет, проведенных в бездействии и какие тревожные симптомы можно подметить в «казарменном мире». Автор задает себе вопрос, что ожидает германскую армию, если придется теперь вести войну — победа или поражение? Заглавие романа, по мнению ряда критиков, значительно способствовало его успеху, хотя оно обещает больше, чем дает роман: Бейерлейна больше интересовала бытовая сторона, а не разрешение сложных политических вопросов. Трезво относясь к недостаткам и темным сторонам военного дела в Германии, автор отнюдь не проявил себя  антимилитаристом и нигде не высказывал крайне радикальных взглядов, и, видимо поэтому, его произведение не навлекло на Бейерлейна таких кар, какие выпали, например, на долю лейтенанта Бильзе за его роман «В маленьком гарнизоне». Колоссальный успех романа инициировал целую волну беллетристических произведений, изображающих военный быт и его темные стороны иногда в гораздо более резком тоне.
В том же 1903 году в столице Германии городе Берлине была поставлена пьеса Бейерлейна: «Der Zapfenstreich», также имевшая большой успех; захватывающая романическая развязка соединяется с обрисовкою хорошо знакомой автору воинской среды (на сцене происходит, например, заседание военного суда).
Небольшая пьеса «Reue», затрагивающая область семейных отношений, практически ничего не прибавила к славе автора.
В 1904 году Бейерлейн опубликовал роман «Similde Hegewalt», которым несколько разочаровал поклонников его творчества: военная среда в нём была не затронута; несвойственная автору линия сюжета сосредоточивается на личности героини, несчастной в супружеской жизни и приходящей к сознанию необходимости активной работы на пользу ближних.
Франц Адам Бейерлейн скончался 27 февраля 1949 года в городе Лейпциге.

### Проза
- Das graue Leben. Ein Beitrag zur Psychologie des vierten Standes, 1902
- Jena oder Sedan?, 1903
- Die Lüge des Frühlings, 1905
- Ein Winterlager, 1906
- Similde Hegewalt, 1911,
- Stirb und werde, 1911,
- Das Jahr des Erwachens, 1913
- Ich hatt' einen Kameraden. Eine ergreifende Episode aus dem Soldatenleben und andere spannende Geschichten aus dem Kameradschaftsleben der Jugend, 1914
- O Deutschland heilges Vaterland! Erzählungen aus dem Weltkrieg, 1915
- Der Philister, 1920
- Sechs fröhliche Legenden, 1922
- Sant'Agata in Subura. Eine Legende, 1922
- Wetterleuchten im Herbst und zwei andere Novellen,  1922
- Friedrich der Große, 1922-1924
- Der Siebenschläfer, 1924
- Der Kürassier von Gutenzell, 1925
- Kain und Abel. Das deutsche Schicksal, 1926
- Der Brückenkopf,  1927
- Das galante Mädchen,  1931
- Land will leben. Eine deutsche Chronik, 1933
- Don Juans Überwindung. Ende gut – alles gut, 1938
- Die Haselnuß, 1941
- Johanna Rosina, 1942

### Драмы
- Das Siegesfest, 1895
- Zapfenstreich, 1903
- Der Großknecht, 1905
- Das Wunder des heiligen Terenz, 1911
- Frauen, 1912
- Besuch, 1919
- Frau Marquise, 1926
- Der weiße Pfau, 1927
- Die Richterin, 1929
- Sommer in Tirol, 1933

### Прочие произведения
- Die Litterarische Gesellschaft in Leipzig, 1923
- Die Leipziger Neunundneunzig. Zum 25jährigen Bestehen des Leipziger Bibliophilen Abends, 1929
- Die Treffstunde. Ein Buch vom Leipziger Schrifttum, 1931
- 100 Jahre C. C. Kurtz, 1934